# Hercostomus polleti
Hercostomus polleti är en tvåvingeart som beskrevs av Yang och Saigusa 1999. Hercostomus polleti ingår i släktet Hercostomus och familjen styltflugor.
Artens utbredningsområde är Sichuan (Kina). Inga underarter finns listade i Catalogue of Life.